# Umifenovir
Umifenovir, vândut sub numele de marcă Arbidol, este un medicament antiviral pentru tratamentul infecției gripale, utilizat în Rusia și China. Medicamentul este produs de Pharmstandard (rusă Фармстандарт). Studiile rusești și chineze au arătat că este eficient și este aprobat în ambele țări, în timp ce nu este aprobat de FDA din SUA pentru tratamentul sau prevenirea gripei, deoarece nu a fost niciodată aplicat pentru aprobarea FDA, deoarece compania de medicamente se află în Rusia, nu SUA.
Din punct de vedere chimic, umifenovirul prezintă un miez de indol, funcționalizat în toate pozițiile, cu excepția uneia, cu substituenți diferiți. În studii s-a demonstrat că medicamentul inhibă intrarea virală în celulele țintă și stimulează răspunsul imunitar.
Acesta nu este aprobat în Uniunea Europeană, însă a fost inclus de Ministerul Sănătății din România în protocolul de tratament al pacienților cu forme ușoare și medii de Covid-19.
Umifenovir este produs și disponibil sub formă de tablete, capsule și sirop.